# Salda anthracina
Salda anthracina är en insektsart som beskrevs av Philip Reese Uhler 1877. Salda anthracina ingår i släktet Salda och familjen strandskinnbaggar. Inga underarter finns listade i Catalogue of Life.